# 揖斐峡大橋
揖斐峡大橋（いびきょうおおはし）は、岐阜県揖斐郡揖斐川町三倉と同町乙原を結ぶ、揖斐川に架かる岐阜県道40号山東本巣線のトラス橋である。

## 概要
揖斐関ヶ原養老国定公園の指定区域内の西平ダムで堰き止められたダム湖の揖斐峡にある。右岸端の標高は99 m。左岸で国道303号に交差し、右岸で岐阜県道254号藤橋池田線に接続する。いびがわマラソンのコースとして利用されている。

## 諸元
- 供用 : 1943年（昭和18年）8月
- 延長 : ? m
- 幅員 : ? m

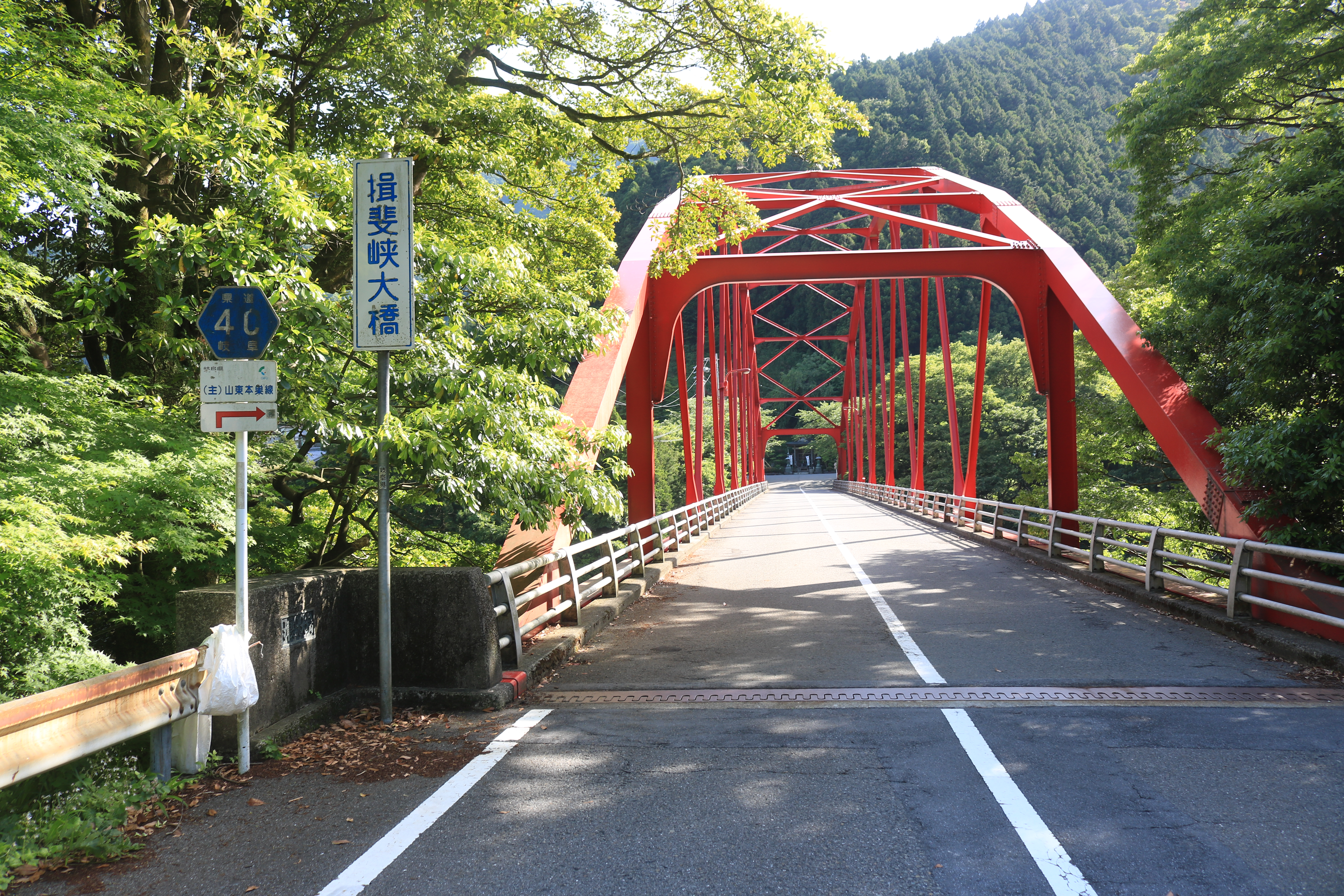
片側1車線の車道、歩道はない
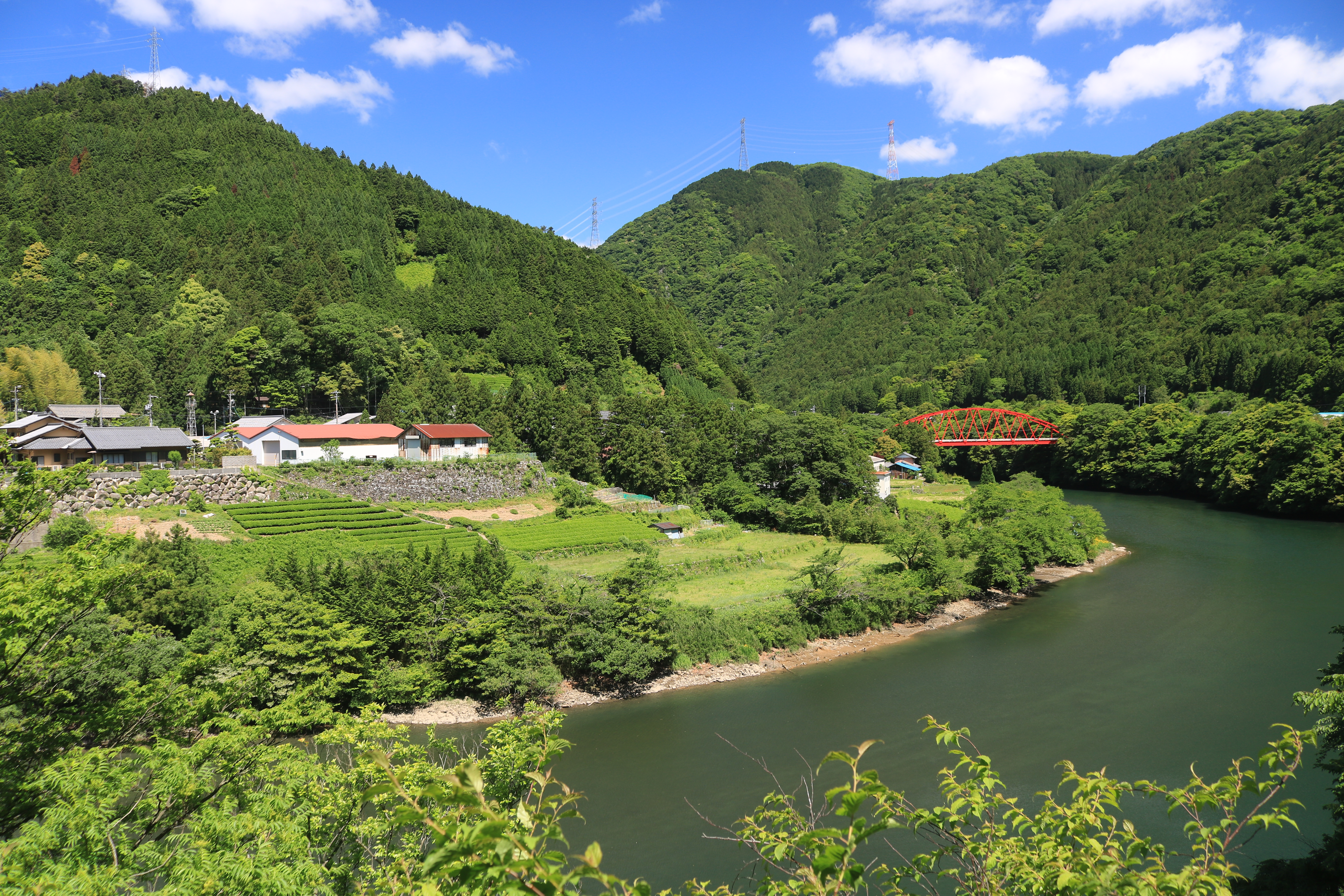
下流側から望む揖斐峡と揖斐峡大橋